# Радомир Аранђеловић
Радомир Аранђеловић (Смедеревска Паланка, 26. јун 1874 — Велики Говедарник, 9. јул 1913) је био пешадијски потпуковник српске војске.

## Биографија
Гимназију је свршио у Ужицу, а у Војну Академију ступио је 15/9 1891. Постао је пјешадијски потпоручник 2/8 1894. капетан 1/11 1900, мајор 29/6 1907, потпуковник 20/10 1912. За време мира био је на свима положајима пјешадијског официра, од водника до закључно команданта пука. Годину дана био је државни питомац у Француској, у пешадијском пуку у Руан.

## Први балкански рат
У Првом балканком рату 1912. био је командант 4 прекобројног пука и водио је пук кроз све борбе и при опсади Дринопоља. У Другом балканском рату 1913. водио је 4 прекобројни пук у борбама на Црвеном Брегу, Злетовској реци, Рајчански риђ, Царев врх, Побијену и Говедарнику, гдје је у јуришу 9. јула на челу пука тешко рањен и пао за кратко вријеме Бугарима у руке. Бугари су га мртва измрцварили и изболи ножевима.
Написао је Тактику, сва три рода оружја 1909 и Стратегију (основи).

## Породица
Радомир Аранђеловић оженио се 1903. године са госпођом Ружицом, ћерком Миливоја Петровића секретара управе фондова.